# Rode weekschildkever
De rode weekschildkever (Rhagonycha fulva), ook wel (kleine) rode weekschild, gele weekkever of rood soldaatje, is een kever uit de familie van de soldaatjes (Cantharidae). Er zijn verschillende Rhagonycha-soorten die nauwelijks van elkaar zijn te onderscheiden. De rode weekschildkever is een van de algemeenste soorten.

## Kenmerken

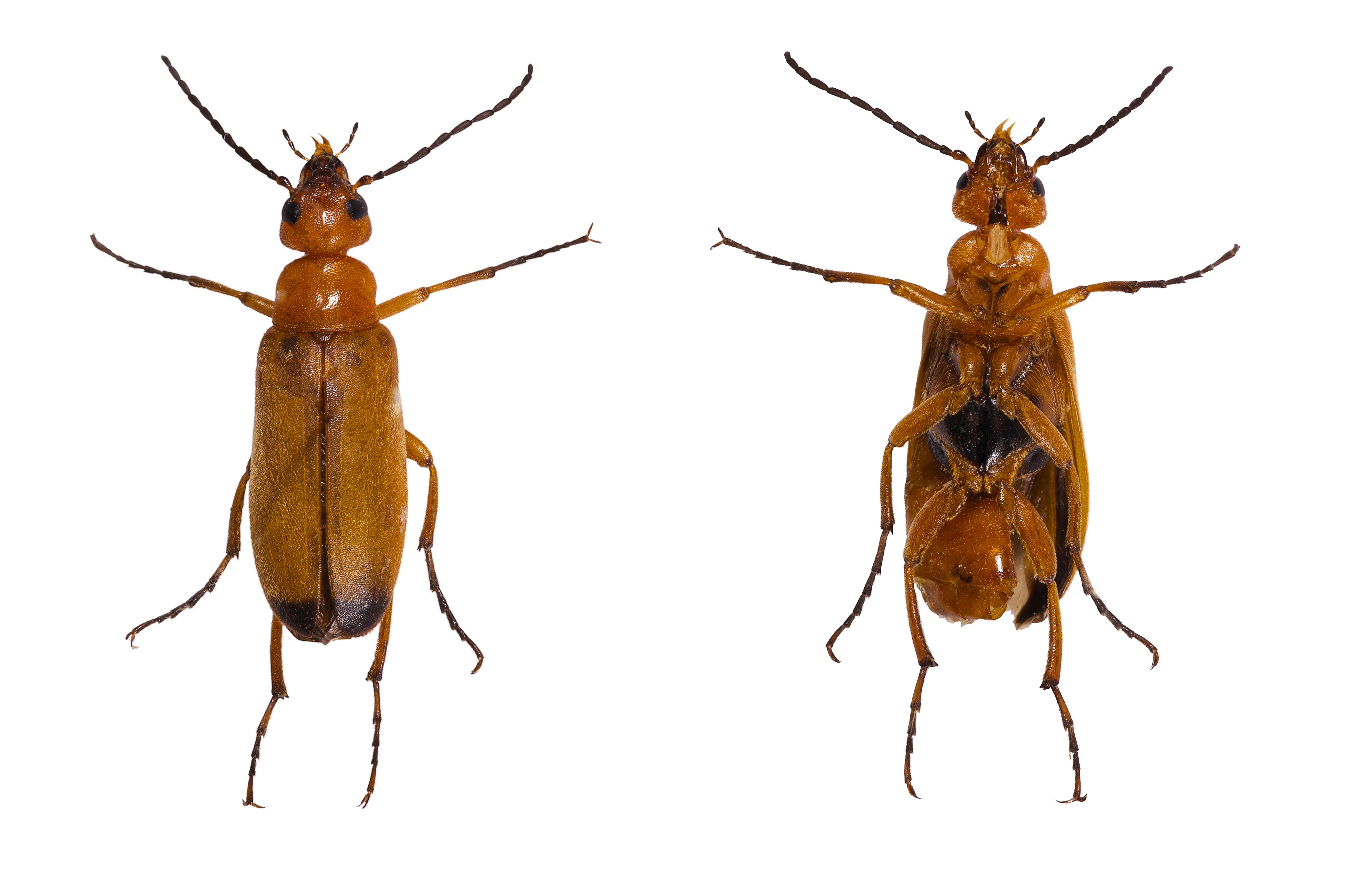
Dorsaal en ventraal aanzicht

De rode weekschildkever heeft een lichaamslengte van 7 tot 11 millimeter; de kleur is geheel oranjerood; de achterste punten van de dekschilden zijn donkerder tot zwart. Ook de laatste segmenten van de poten (tarsen) en de antennes en ogen zijn donkerbruin tot zwart. De rode weekschildkever is van Cantharis rufa te onderscheiden door het donkere einde van de dekschilden.

## Voorkomen
De dieren zijn wijdverbreid en komen veel voor in Europa, tot aan Siberië en lage berggebieden, behalve in het hoge noorden. Ze leven in velden, weiden en tuinen, vooral op schermbloemen. Ze vliegen van mei en vooral van juli tot in augustus.

## Levenswijze
De rode weekschildkever is in de zomermaanden niet zelden al parend in grote aantallen te vinden op diverse soorten schermbloemigen, waar ze van nectar snoepen en ook bloembezoekende insecten grijpen, die een belangrijk deel van het menu uitmaken. Ook de larven zijn actieve jagers die op de bodem leven van prooien als slakken en insectenlarven. De larven hebben een langwerpig lichaam en een zijde-achtige beharing, soms komen ze 's winters als er sneeuw ligt massaal boven de grond waardoor het lijkt alsof het "wormen heeft geregend".